# Podhorie (okres Žilina)
Podhorie (Hongaars: Zsolnaerdőd) is een Slowaakse gemeente in de regio Žilina, en maakt deel uit van het district Žilina.
Podhorie telt 802 inwoners.